# 诺基亚N71
诺基亚 N71為诺基亚於2006年6月27日所推出的3G智慧型手機，使用了Symbian OS v8.1 S60系統，並内置200萬像素相機，為第一支N series摺疊3G手機。其他特點包括支援W-CDMA、GPRS、EDGE。